# Dinastia Baraquezai
Os dois ramos da Dinastia Baraquezai governaram o Afeganistão de 1826-1973, quando a monarquia terminou sob Maomé Zair Xá.
A dinastia Baraquezai foi estabelecida por Doste Maomé Cã após a dinastia Durrani de Amade Xá Durrani ser removida do poder. Durante esta época, o Afeganistão viu grande parte do seu território perdido para, o Império Britânico no sul e leste, a Pérsia a oeste, e Império Russo no norte. Houve também muitos conflitos no Afeganistão, incluindo as três principais Guerras Anglo-Afegãs e a guerra civil de 1929.

## História
A dinastia Baraquezai governou o Afeganistão nos séculos XIX e XX. Após a queda do Império Durrani, em 1826, o caos reinava nos antigos domínios de Amade Xá Durrani como filhos de vários Timur Xá lutando pela supremacia. O Império afegão deixou de existir como um único Estado-nação, desintegrando-se por um breve período em uma coleção fragmentada de pequenas unidades. Doste Maomé Cã ganhou proeminência em 1826 ao acrescentar Cabul, a mais rica das províncias afegã, aos seus domínios, e em 1837 fundou a dinastia Baraquezai, seus descendentes seguiram-se em sucessão direta até 1929, quando o rei Amanulá Cã abdicou e seu primo Maomé Nadir Xá foi eleito rei.

## Etnia

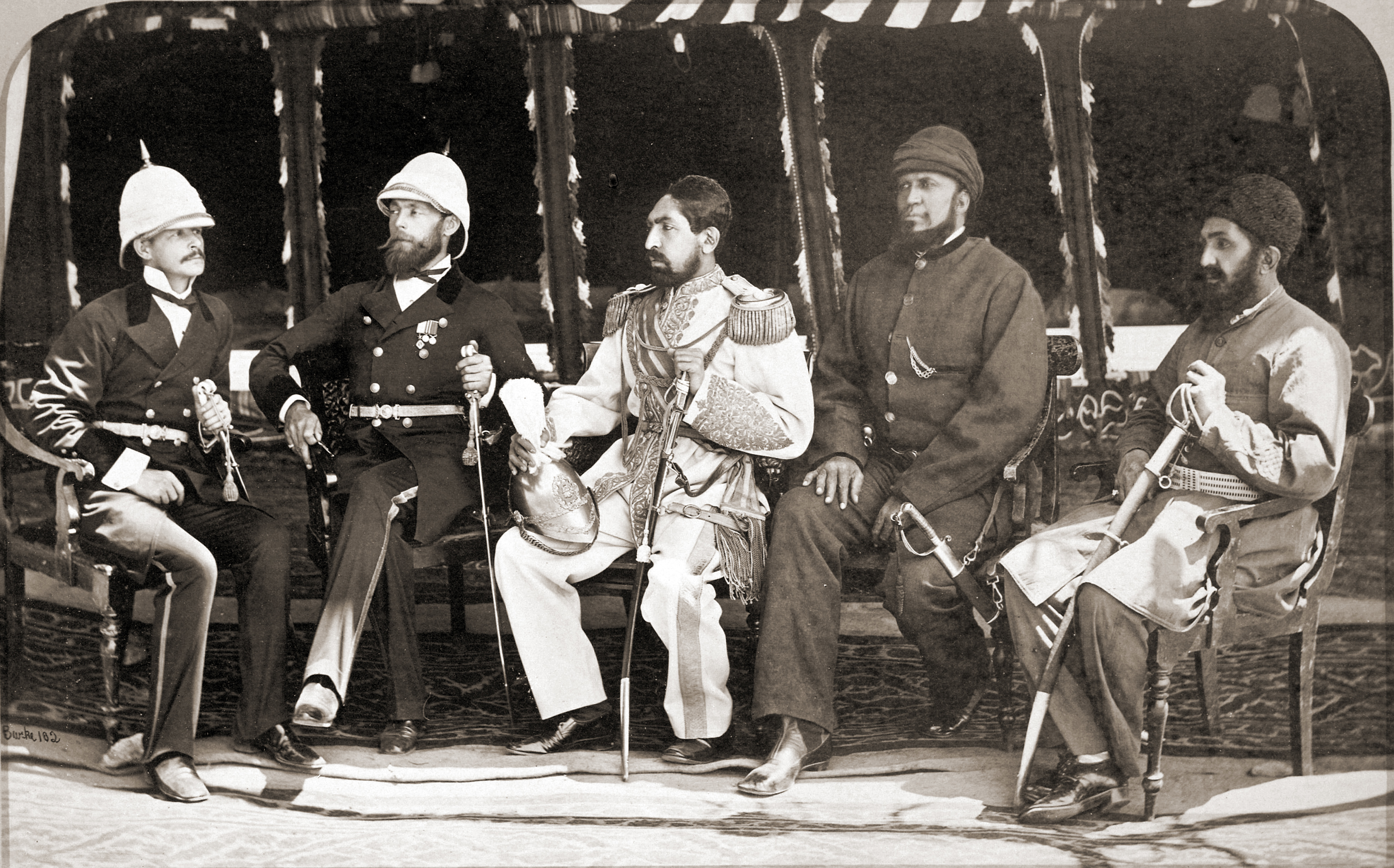
O rei Maomé Iacube Cã com Sir Pierre Louis Napoleon Cavagnari da Grã-Bretanha em 26 de maio de 1879, quando o Tratado de Gandamak foi assinado.

Baraquezai é um nome comum das etnias pastós do Afeganistão e do Paquistão, que significa "filho de Barak" na língua pastó. Existem sete diferentes tribos pashtun nomeadas Baraquezai. A Durrani é a mais importante e maior, com mais de 4 milhões de pessoas.
O subclã mais proeminente da tribo Baraquezai é o clã Moamedezai, ao qual pertencia a dinastia reinante do Afeganistão de 1826 à 1978.

## Lista de governantes Baraquezai
- Doste Maomé Cã (1823 - Agosto 1839)
- Aquebar Cã (dezembro de 1842-1845)
- Doste Maomé Cã ( 1845 - 09 de junho de 1863)
- Xer Ali Cã (12 de junho, 1863 - 5 de maio de 1866
- Maomé Afezal Cã (05 de maio de 1866 - 07 de outubro de 1867)
- Maomé Azão Cã (7 de outubro de 1867 - 21 de fevereiro de 1868)
- Xer Ali Cã (21 de fevereiro de 1868 - 21 de fevereiro de 1879)
- Maomé Iacube Cã (21 de fevereiro de 1879 - 28 out 1879)
- Abderramão Cã (11 de agosto de 1880 - 03 de outubro de 1901)
- Habibulá Cã (03 de outubro de 1901 - 20 de fevereiro de 1919)
- Amanulá Cã (28 de fevereiro de 1919 - 14 de janeiro de 1929)
- Inaiatulá Cã (14 de janeiro de 1929 - 17 jan 1929)
- Maomé Nadir Xá (17 de outubro de 1929 - 8 de novembro de 1933)
- Maomé Zair Xá (8 de novembro de 1933 - 17 de julho de 1973)[1]